# Caspar David Friedrich

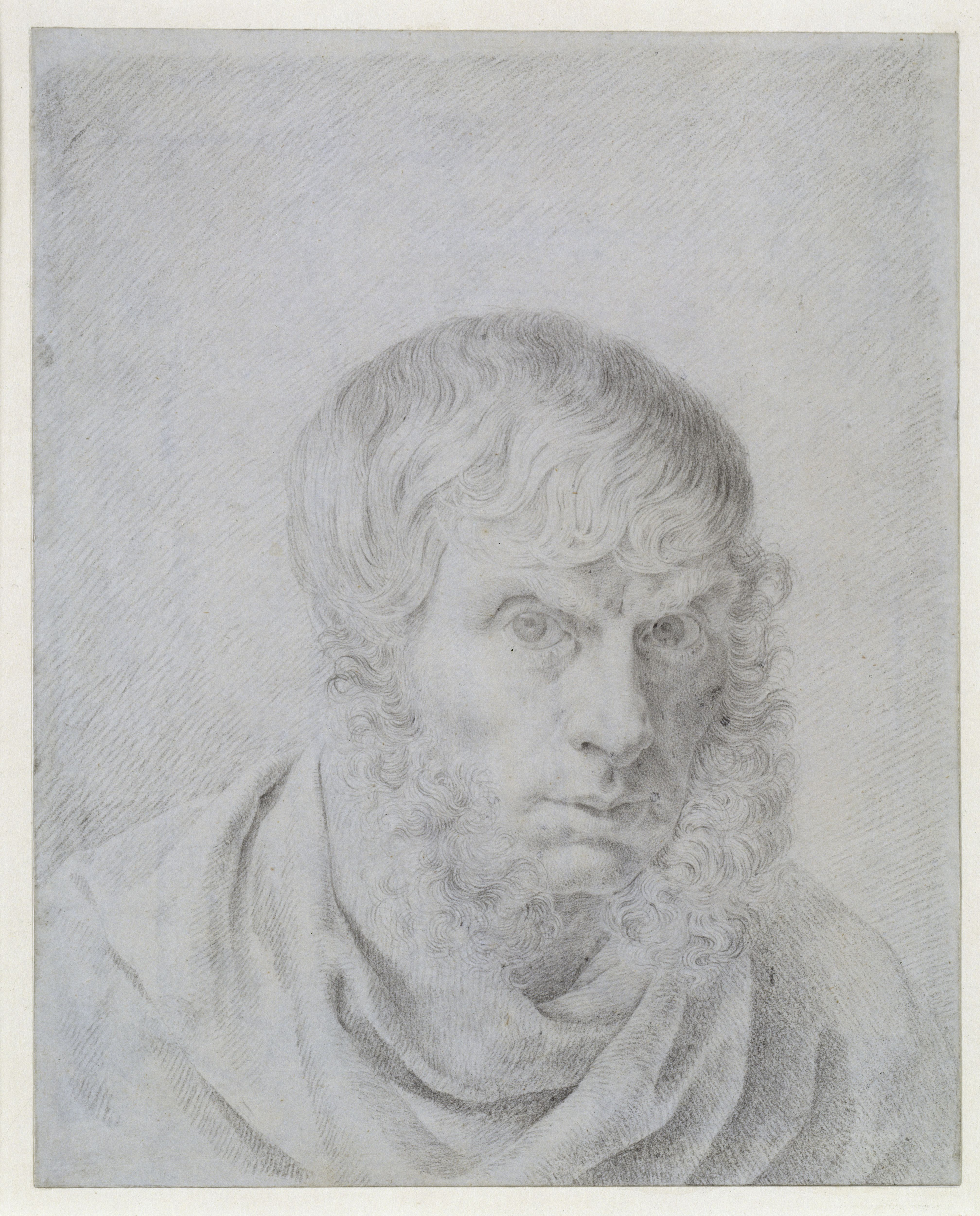
Önarcképe (1810)

Caspar David Friedrich (Greifswald, 1774. szeptember 5. – Drezda, 1840. május 7.) a német korai romantika egyik alapítója és legjelentősebb festője Philipp Otto Runge mellett. Műveinek tárgya gyakran a természet volt, festményei azonban a tájat metafizikus-transzcendens módon ábrázolták.

## Élete
Friedrich egy gyertyaöntő és szappanfőző kézműves családjában, a tíz gyermek között hatodikként született, 1774-ben, az akkoriban (1630 és 1815 között) Svédországhoz tartozott kisvárosban. Szülei a mecklenburgi Neubrandenburg városából származtak. Egész életében megőrizte svéd állampolgárságát. Hétéves korában elvesztette édesanyját. 13 éves korában korcsolyázás közben beszakadt alatta a jég és egyik öccse a kimentése során meghalt. További négy testvére betegségben hunyt el.
1790-ben kezdett el rajzot tanulni szülővárosában Johann Gottfried Quistorptól, aki átültette tanítványába a szülőföld szépsége iránti lelkesedését.
Tanulmányait 1794-től a koppenhágai akadémián folytatta, amely akkoriban nemzetközileg is kiemelkedő intézménynek számított. 1798-ban Drezdába költözött, és az ottani akadémián tanult festészetet.
Friedrich a szabad művészek első generációjához tartozott, akik már nem nagyúri támogatóik kegyéből, hanem műveik eladásából éltek meg. Baráti köréhez tartozott Philipp Otto Runge, Gerhard von Kügelgen, Ferdinand Hartmann, Georg Friedrich Kersting, Johann Emmanuel Bremer, Louise Seidler és a norvég Johan Christian Dahl festők csakúgy, mint Christian Gottlieb Kühn szobrász, Ludwig Tieck költő, Gotthilf Heinrich von Schubert (1780–1860) filozófus-természettudós, Heinrich von Kleist költő és az ellentmondásos Ernst Moritz Arndt író, aki Napóleon ellen mozgósította a német társadalmat, s patriotizmusa mellett erősen nacionalista és antiszemita nézeteket vallott.
1818-ban feleségül vette a 25 éves Christiane Caroline Bommert, akitől három gyermeke született. Fiát az akkor uralkodó svéd király után Gustav Adolf névre kereszteltette.
1835-ben szélütés miatt abba kellett hagynia a festést. 65 éves korában halt meg, 1840-ben, a drezdai Trinitatis temetőben nyugszik.

## Művészete
Friedrich művészi világára nagy hatást gyakoroltak politikai nézetei. A német hazafiság akkoriban nagy fellendülésen ment keresztül, a napóleoni háborúk nyomán a német egység gondolata egyre erősebb gyökeret vert a társadalomban. Festményeinek alakjai pl. nemzeti viseletet hordanak, ami akkoriban a francia elnyomással szembeni ellenállás jelképe volt. Hazafiságával ugyanakkor össze tudta egyeztetni pomerániai lokálpatrióta, valamint svéd-barát érzelmeit is.
Művészetének másik forrása személyiségében rejlik: tipikusan romantikus, melankolikus, a világtól elzárkózó, a természethez kötődő, vallásos lelki alkatú volt. Gyakran foglalkoztatták a lét, a születés, az elmúlás filozófiai kérdései, és ezek nagy szerepet kaptak festményein is.
Természetábrázolása részleteiben valósághű volt, azonban kompozíciójának egésze már sokkal többet mondott, mint a részletek összessége. Vallásos érzelmei a korában uralkodott protestantizmussal szemben egyfajta panteizmus felé fordultak, a természetben pogány isteni erőt látott.
Szimbolikájában a gyakran alkalmazott lila szín a melankólia jele, különösen a képek alját jellemző sötét árnyalatokkal együtt. Sok képén megjelennek az életút állomásai, a születésre és az elmúlásra utaló szimbólumok. Képeinek személyei általában rendezett, jó minőségű öltözetben, szilárd alapokon, köveken állnak, ami a hitet, magabiztosságot jelképezi. A lucfenyő az öröklétet, hó az elmúlást, a halált idézi meg.
Friedrich festményei tengert, hegyeket, fákat, napot és a holdat ábrázolnak. Az előtérben gyakran látható egy vagy két, háttal álló staffázs-alak (mellékalak). Olyan érzésünk támad, mintha belépnénk a festménybe, hiszen mi, nézők éppúgy a táj szemlélői vagyunk, mint ők.Festményei többnyire a valóságos látványból kiinduló, de mégis misztikusnak látszódó tájakat ábrázol. Jacques-Louis David így írt Friedrichről : „Vele vonult be a tragédia a tájképfestészetbe.” Az álomképszerű jelenetek és jelképes tartalmú formák festői megjelenítése nagy hatással volt a szimbolizmus festőire, és különösen a norvég Munch expresszionista stílusára. A festmények stílusát a mondanivalót hangsúlyozó, tökéletes kompozíció, és az aprólékosan megfestett részletek jellemzik.
Képeinek kompozíciója során ezek és más jelképek rendkívül fontos szerepet kapnak, a tájképek is szinte egy-egy történetet mondanak el szimbolikájuk révén.
Mottója: „A festőnek nemcsak azt kell festenie, amit maga előtt lát, hanem azt is, amit magában lát. Ha azonban semmit sem lát magában, akkor hagyja abba annak festését is, amit maga előtt lát.”

## Utóélete
Életében sikeres festő volt, de betegsége után, halálára csaknem elfelejtették. A századfordulón fedezte fel őt újra Andreas Aubert norvég művészettörténész és a szimbolisták. Max Ernst és más szürrealisták a saját előfutárukat találták meg benne.
A németországi nemzetiszocializmus idején hazájában megnőtt a népszerűsége, ami viszont később ahhoz vezetett, hogy külföldön nacionalista festőnek könyvelték el.
Mára nemzetközileg igen elismert a munkássága. 1972-ben Londonban és 1974-ben Hamburgban jelentős nemzetközi kiállításokon mutatták be festészetét.
Magyarországon az 1990-es évek végén Geszti Péter az egyik nagy biztosító reklámkampányához használta fel műveit, amivel - reklámok esetében ritka módon - közönségsikert is aratott.[forrás?]

## Galéria

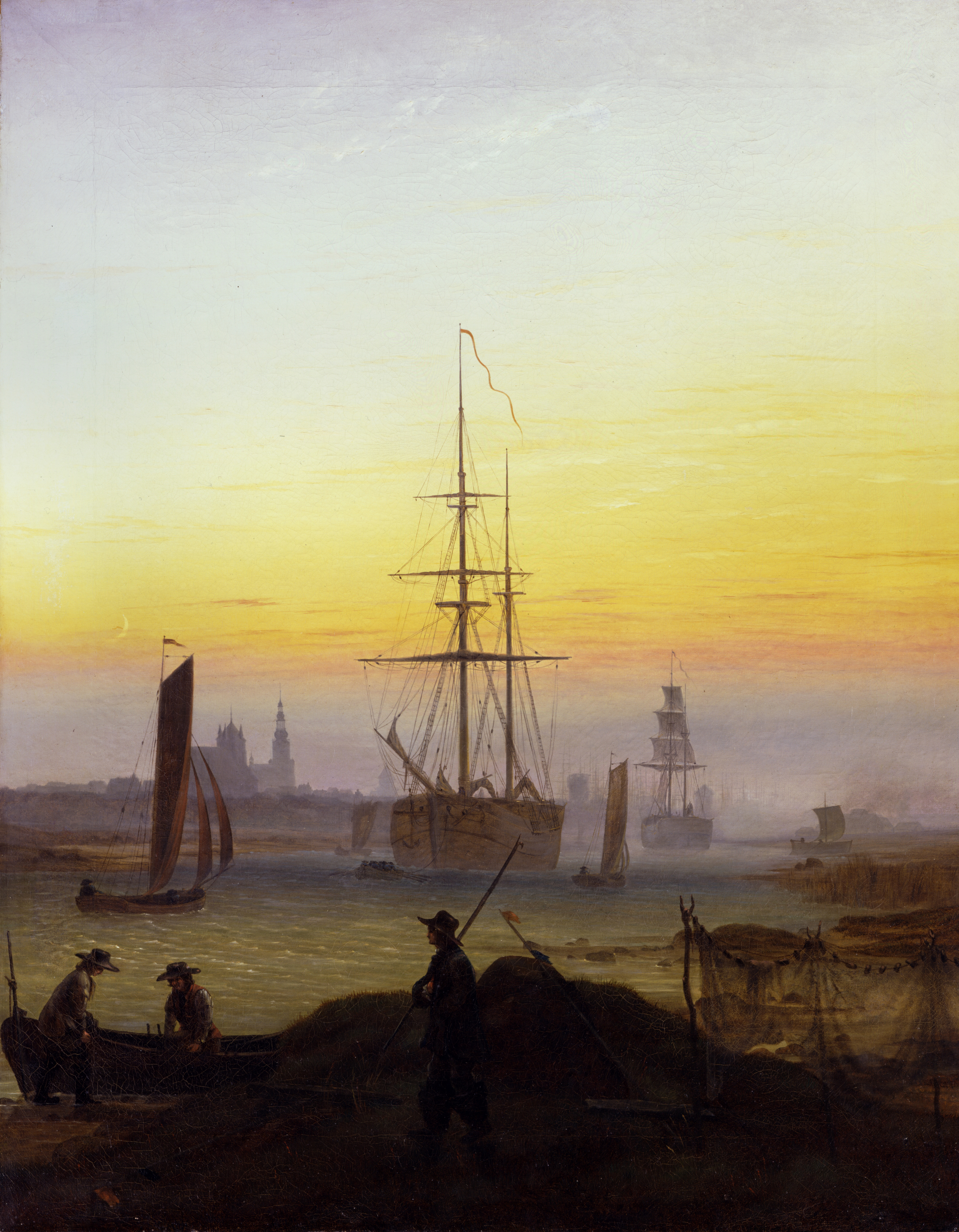
Greifswaldi kikötő
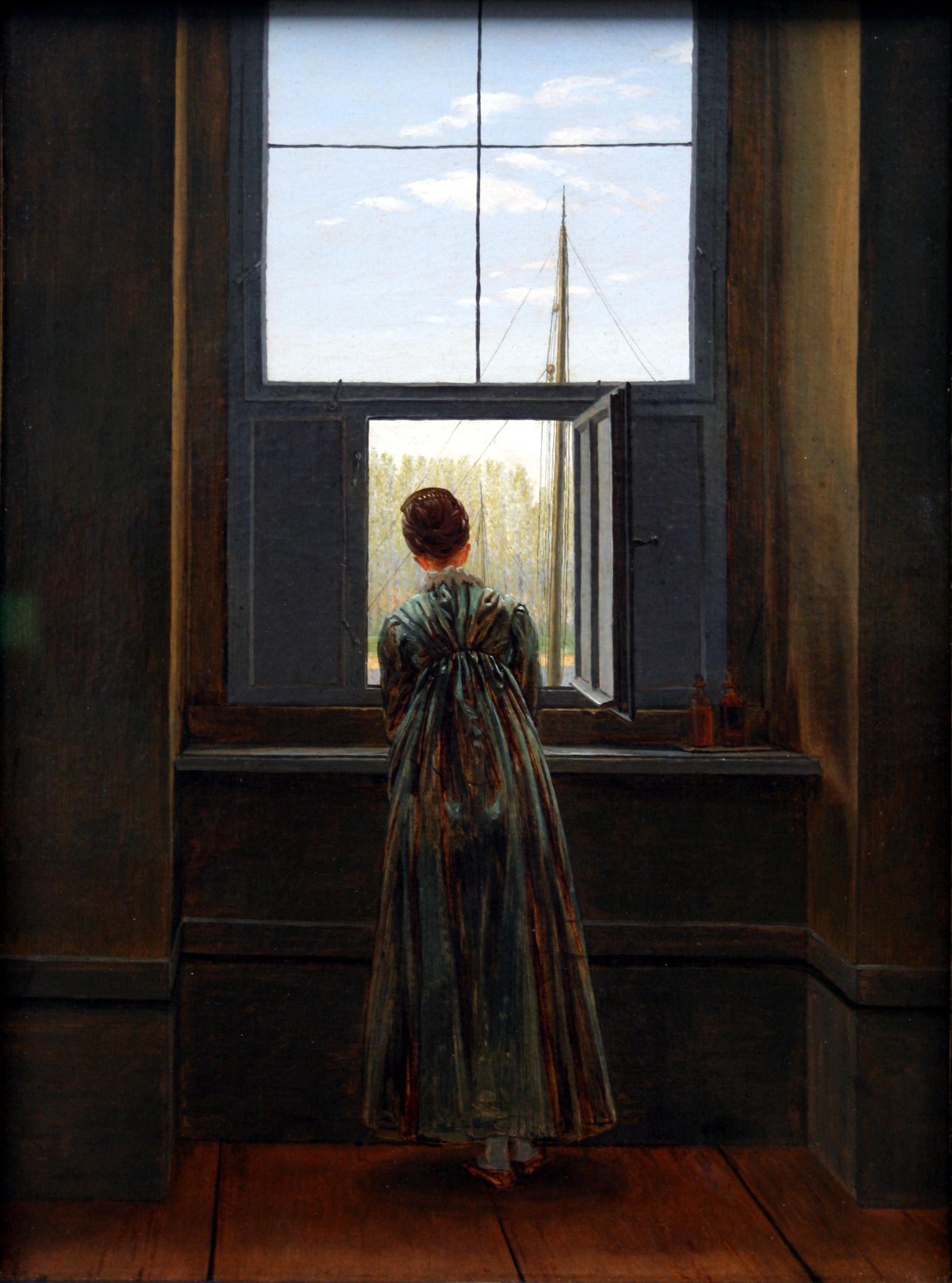
Nő az ablaknál (Friedrich felesége)
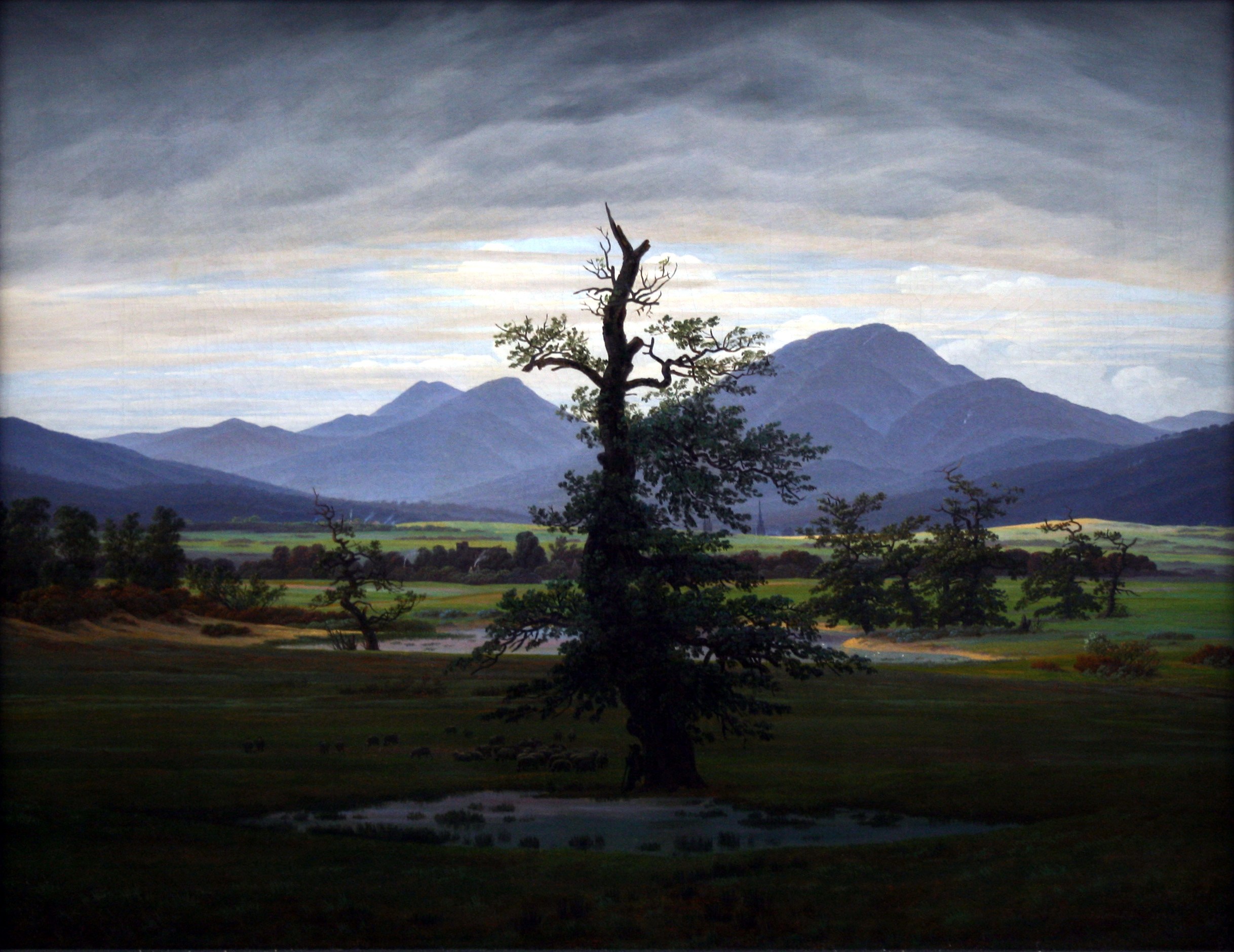
A magányos fa
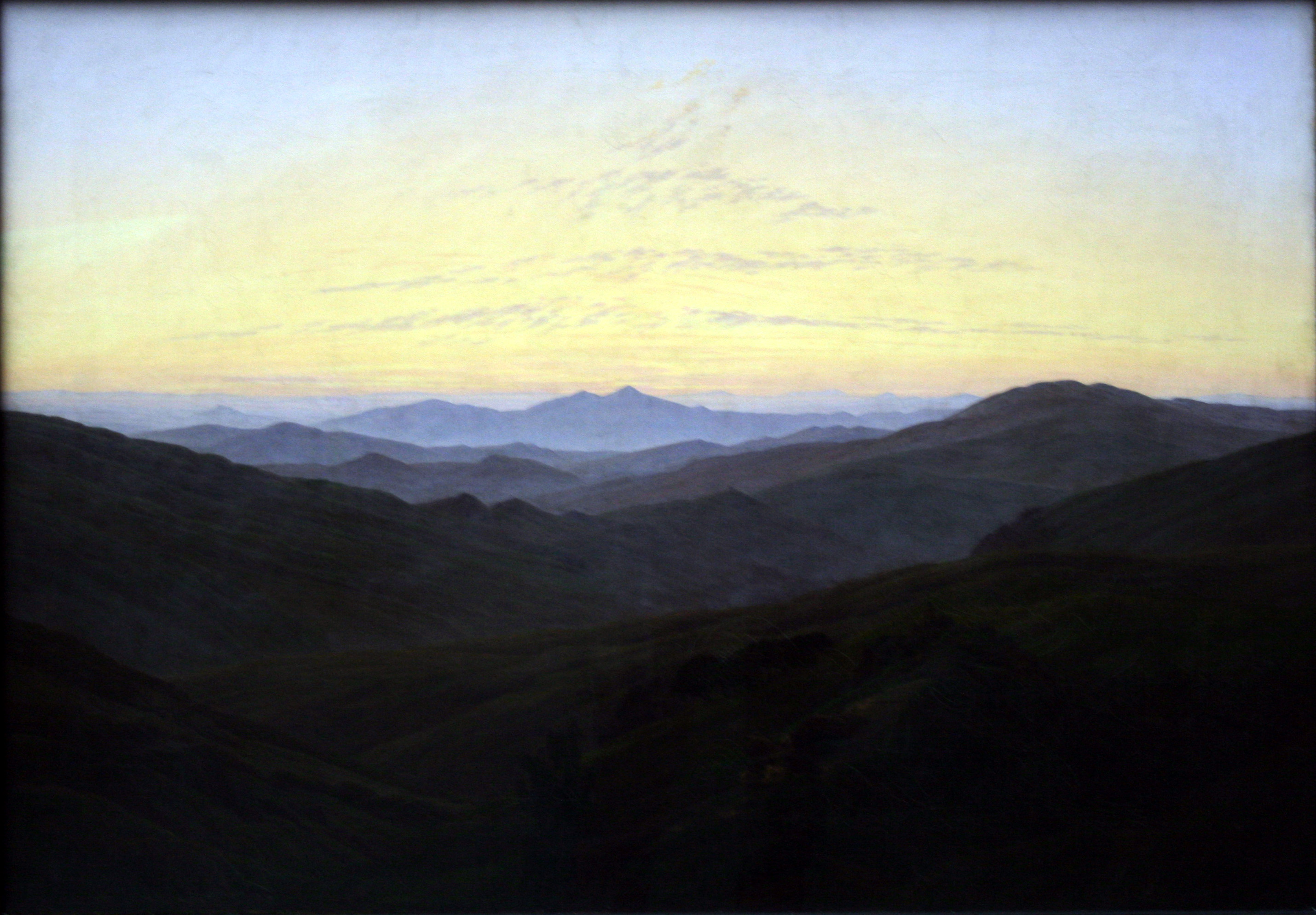
Az Óriás-hegység
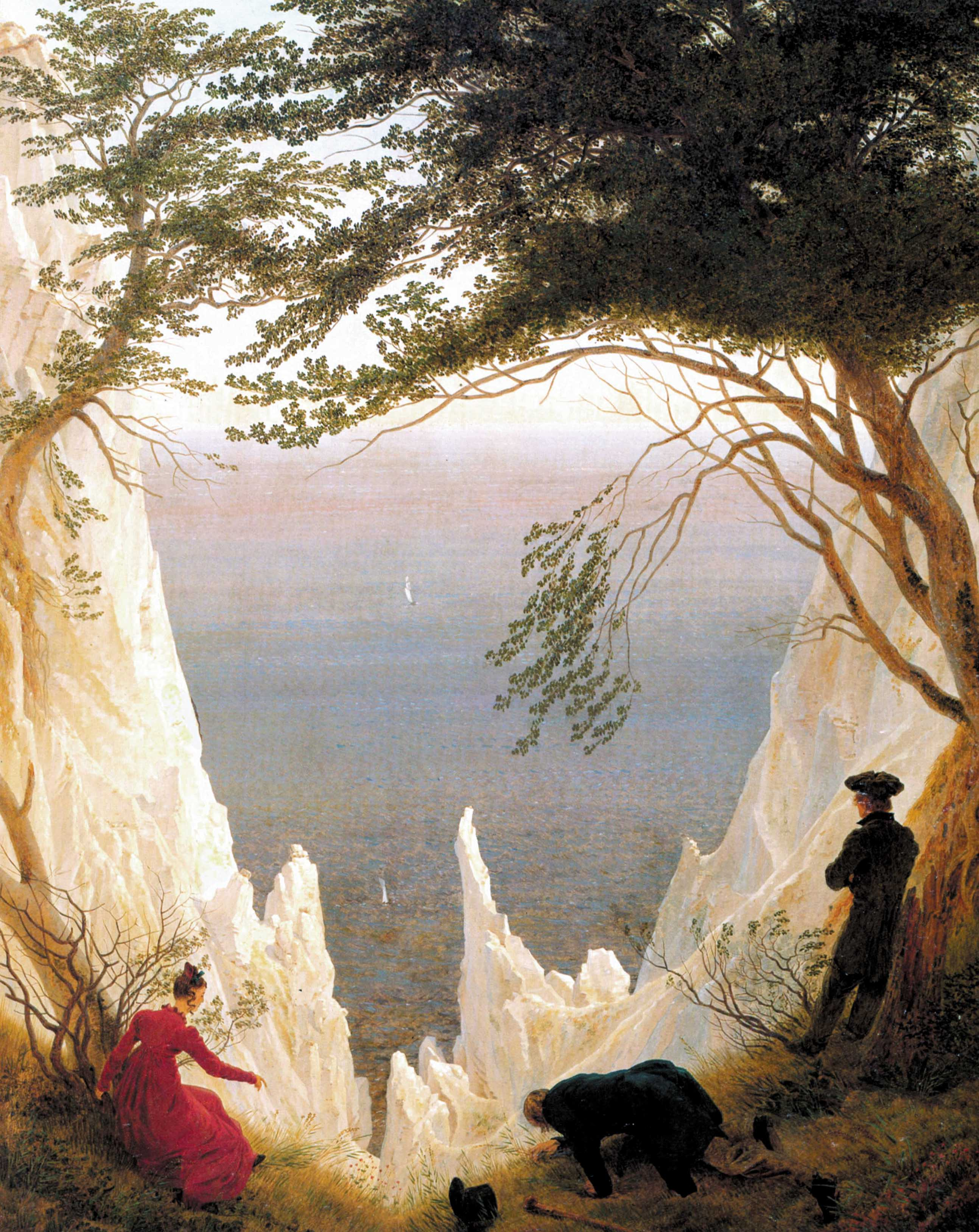
Rügeni krétasziklák
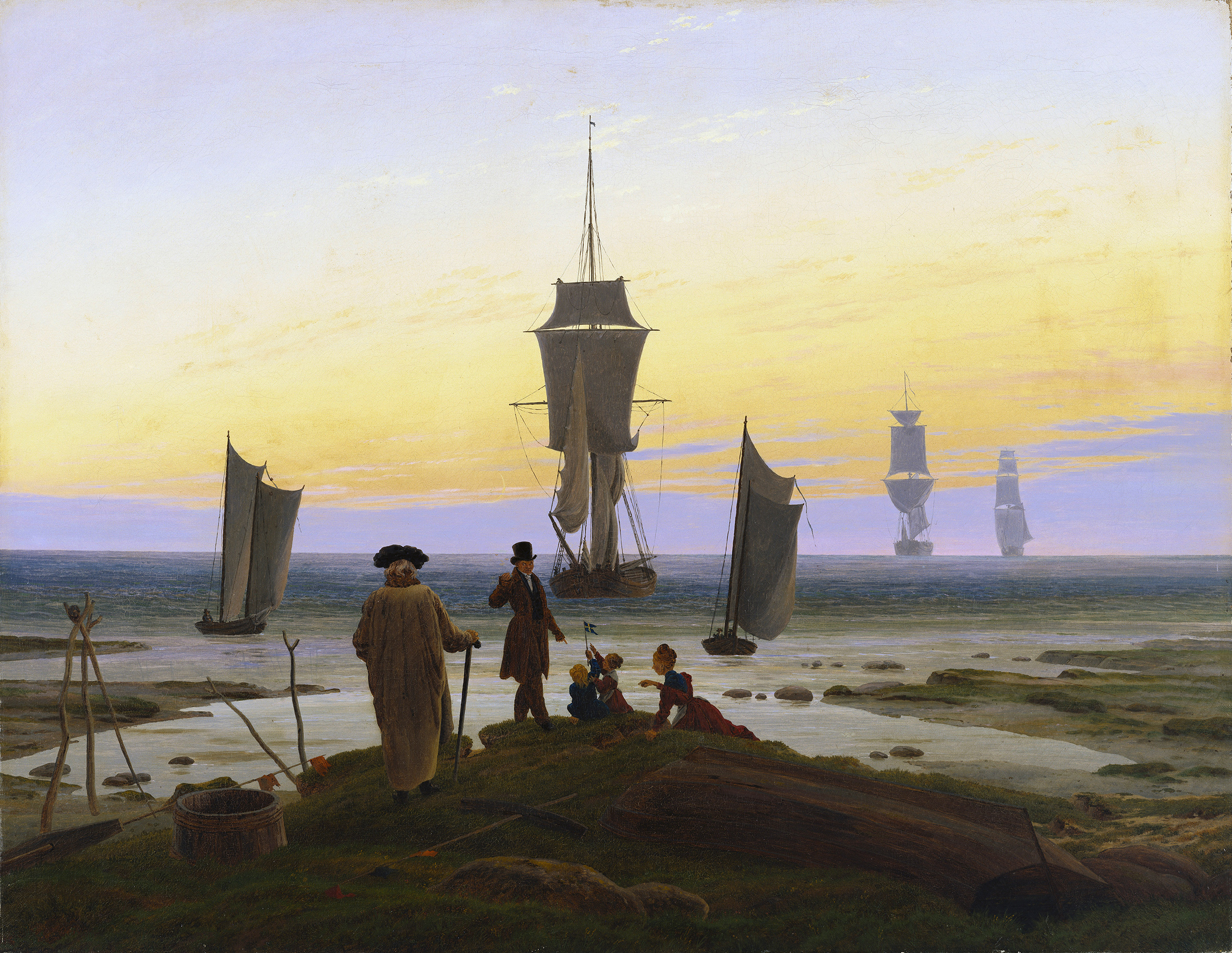
Az élet lépcsőfokai
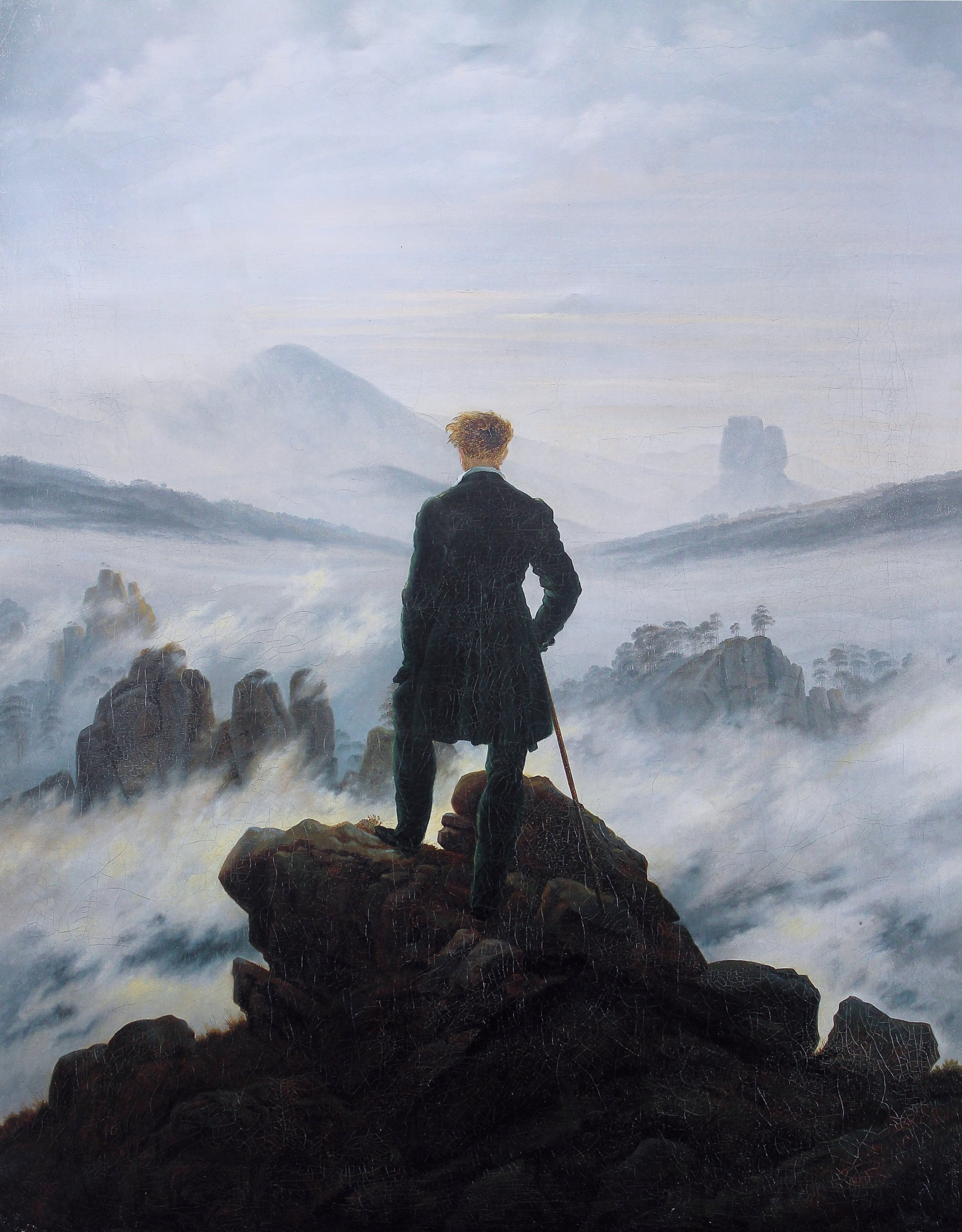
Vándor a ködtenger felett (1818 körül)
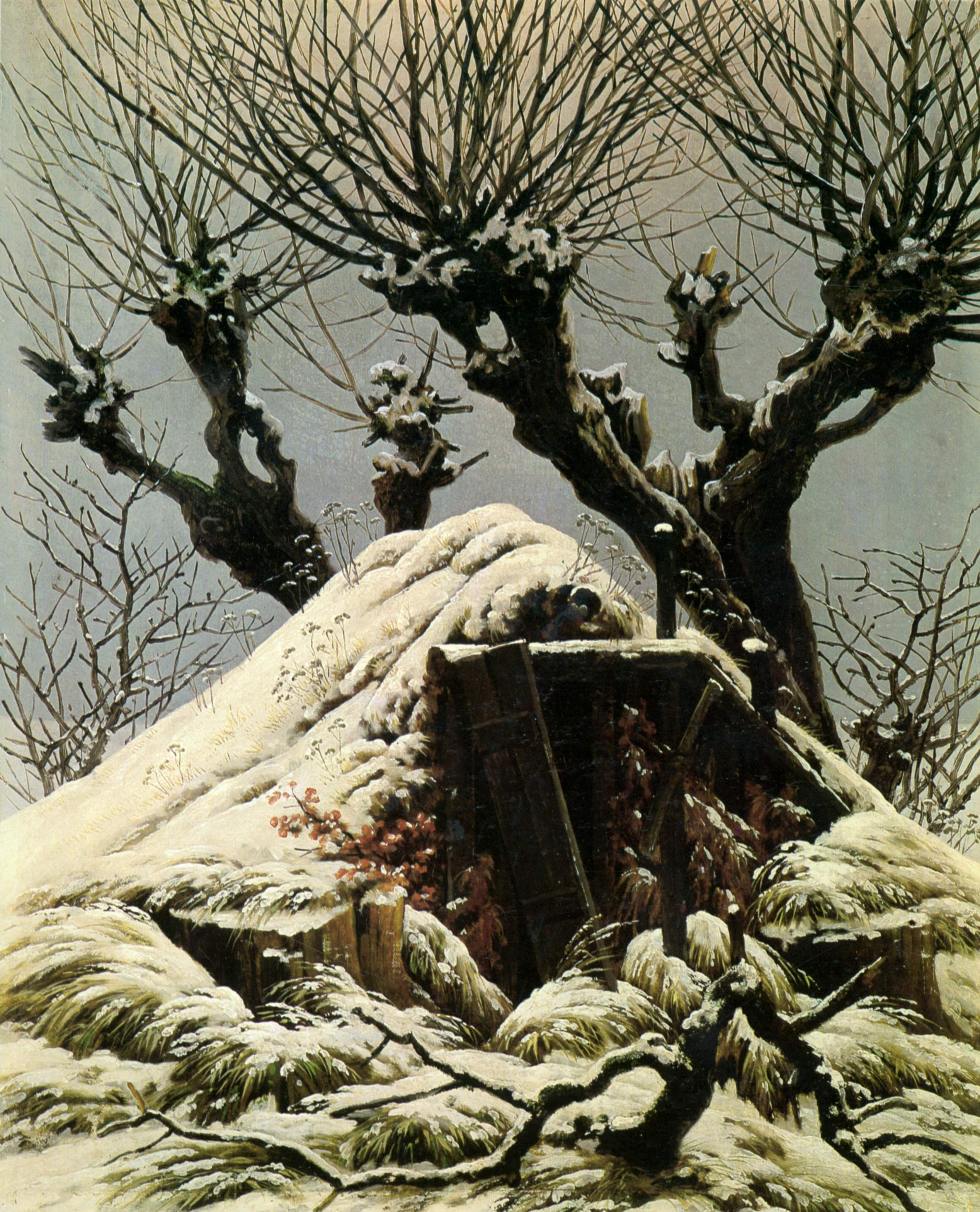
Behavazott kunyhó